# Martin Kirchner
Martin Kirchner (Weimar, 9 augustus 1949) is een voormalig Oost-Duits politicus. Hij studeerde rechten in Halle. Hij werd in 1967 lid van de CDU. Van 1973 tot 1975 werkte Kirchner voor het Secretariaat van de CDU. Van 1987 tot 1989 was hij vicevoorzitter van de Landelijke Kerkenraad van de Evangelisch-Lutherse Kerk van Thüringen. Vanaf september 1989 maakte hij zich sterk voor hervormingen binnen de Oost-Duitse CDU. 
Na de val van de Berlijnse Muur werd Martin Kirchner in december 1989 tot secretaris-generaal van de CDU gekozen. Van maart tot oktober 1990 was hij lid van de Volkskammer. In augustus 1990 werd hij als secretaris-generaal gedwongen af te treden omdat hij een niet-officieel medewerker van de Stasi was geweest.
Sinds 1990 is hij werkzaam als econoom in Thüringen.